# 皮利什圣拉斯洛
皮利什圣拉斯洛（匈牙利語：Pilisszentlászló）是匈牙利佩斯州所辖的一个村。总面积17.75平方公里，总人口1153，人口密度65.0人/平方公里（2011年1月1日）。